# Arthroleptis aureoli
Espèce
Synonymes
- Cardioglossa aureoli Schiøtz, 1964

Statut de conservation UICN

 NT  : Quasi menacé
Arthroleptis aureoli est une espèce d'amphibiens de la famille des Arthroleptidae.

## Répartition
Cette espèce est endémique de Sierra Leone. Elle se rencontre dans la péninsule de Freetown.

## Étymologie
Son nom d'espèce lui a été donné en référence au lieu de sa découverte, le mont Aureol.

## Publication originale
- Schiøtz, 1964 : A preliminary list of amphibians collected in Sierra Leone. Videnskabelige Meddelelser fra Dansk Naturhistorisk Forening i Kjøbenhavn, vol. 127, p. 19-33.